# Mit Staunen und Zittern
Mit Staunen und Zittern (Originaltitel Stupeur et Tremblements) ist der Titel eines Romans der belgischen Schriftstellerin Amélie Nothomb. Für das 1999 erschienene Werk erhielt die Autorin den „Grand Prix du Roman“ der Académie française. Im Jahr 2000 erschien im Diogenes Verlag eine Übersetzung ins Deutsche von Wolfgang Krege.

## Inhalt
Die Europäerin Amélie, die ihre Kindheit in Japan verbracht hat, erhält eine Anstellung in einem großen japanischen Unternehmen. Sie wird jedoch von den ihr zugewiesenen Aufgaben nicht ausgefüllt. Ihr nach japanischen Maßstäben unorthodoxes Verhalten führt, nach einem Intrigenspiel ihrer Vorgesetzten, zu Amélies "Degradierung" zur Toilettenfrau. Andere Angestellte des Unternehmens solidarisieren sich jedoch mit ihr, und sie lernt, die gegen sie gerichteten Bösartigkeiten mit Humor zu durchbrechen.

## Verfilmung
2003 erfolgte eine Verfilmung des Romans durch den Regisseur Alain Corneau. Die Komödie entstand als französisch-japanische Koproduktion.